# Hermonville

Hermonville este o comună în departamentul Marne, Franța. În 2009 avea o populație de 1,309 de locuitori.